# Криштопівка (Золотоніський район)
Криштопі́вка— село в Україні, у Золотоніському районі Черкаської області. Входить до складу Драбівської селищної громади.

## Географія
Село розташоване на річці Мала Золотоношка за 10 км від центру громади — селища Драбів в лівобережній частині лісостепу і відноситься до Першого агрокліматичного району Черкаської області.

## Історія
За історичними даними село засноване в 1650—1670 роках значковим козаком Семеном Криштопою, звідки походить і назва села.
Село постраждало внаслідок геноциду українського народу, проведеного окупаційним урядом СРСР 1923—1933 та 1946–1947 роках.
У центрі села знаходиться обеліск перемоги у Другій світовій війні, селищна рада, та клуб.

## Населення

### Мовний склад
Рідна мова населення за даними перепису 2001 року:
| Мова       | Чисельність, осіб | Доля     |
| ---------- | ----------------- | -------- |
| Українська | 365               | 94,32 %  |
| Російська  | 4                 | 1,03 %   |
| Інше       | 18                | 4,65 %   |
| Разом      | 387               | 100,00 % |